# Google Bản vẽ
Google Drawings là một phần mềm tạo sơ đồ được tích hợp trong bộ Google Docs Editors miễn phí do Google cung cấp. Dịch vụ này cũng bao gồm Google Docs, Google Sheets, Google Slides, Google Forms, Google Sites, và Google Keep. Google Drawings có sẵn dưới dạng ứng dụng web và ứng dụng dành cho máy tính trên ChromeOS của Google.
Google Drawings cho phép nhập ảnh từ máy tính hoặc từ Web cũng như chèn các hình dạng, mũi tên, hình vẽ nguệch ngoạc và văn bản từ các mẫu được xác định trước. Các đối tượng có thể được di chuyển, thay đổi kích thước và xoay. Phần mềm cũng cho phép chỉnh sửa ảnh cơ bản, bao gồm cắt, áp dụng mặt nạ và thêm đường viền. Không giống như nhiều phần mềm khác trong bộ Google Docs Editors, Google Drawings không có trang chủ riêng.
Bản vẽ có thể được chèn vào các tài liệu, bảng tính hoặc bản trình bày Google khác. Chúng cũng có thể được xuất bản trực tuyến dưới dạng hình ảnh hoặc tải xuống ở các định dạng tiêu chuẩn như JPEG, SVG, PNG và PDF.

## Lịch sử
Google Drawings được giới thiệu lần đầu tiên vào ngày 12 tháng 4 năm 2010, với tên gọi Google Docs Drawings. Vào ngày 1 tháng 8 năm 2011, Google thông báo rằng người dùng sẽ có thể sao chép và dán các yếu tố đồ họa giữa các bản vẽ Google Drawings khác nhau. Vào ngày 7 tháng 1 năm 2019, Google đã thêm tính năng nhúng tệp Google Drawings vào Google Docs.